# Дреини Каза ди Кура (Арецо)
Дреини Каза ди Кура је насеље у Италији у округу Арецо, региону Тоскана.
Према процени из 2011. у насељу је живело 35 становника. Насеље се налази на надморској висини од 527 м.